# Pierre Biémouret
Pour les articles homonymes, voir Biémouret.
Pas d'image ? Cliquez ici

a Compétitions nationales et continentales officielles uniquement.

b Matchs officiels uniquement.
Dernière mise à jour le 20 septembre 2009.
Paul, Pierre Biémouret, né le 11 avril 1943 à Mas-d'Auvignon et mort le 23 novembre 2022 à Toulouse, est un joueur français de rugby à XV surnommé Bras de fer évoluant au poste de troisième ligne aile.

## Biographie
Agriculteur de profession, Pierre Biémouret surnommé « bras de fer » joue avec l'équipe de France de 1969 à 1973, évoluant au poste de troisième ligne aile. Il dispute son premier test match le 22 février 1969, contre l'équipe d'Angleterre, et son dernier test match a lieu contre l'équipe d'Irlande le 14 avril 1973. Il effectue une tournée en Afrique du Sud en 1971, participant à deux test matchs. Il joue l'essentiel de sa carrière en club avec le SU Agen avec qui il remporte le championnat de France en 1966.
En 1974, il part pour Fleurance. À l'automne, il est capitaine d'une sélection de deuxième division contre les Springboks en tournée en France.
La saison suivante, il devient entraîneur-joueur du SA Condom avec qui il remporte le titre de champion de France de deuxième division en 1978,. C'est sur ce titre de champion de France qu'il termine sa carrière de joueur.
Il entraîne ensuite au début des années 1990 l'équipe italienne de Parme.
Son épouse, Gisèle Biémouret est députée.
Il meurt à Toulouse le 23 novembre 2022 à l'âge de 79 ans.

## Palmarès
Avec Agen
- Championnat de France de première division :
  - Champion (1) : 1966
- Coupe d'Europe des Clubs Champions FIRA :
  - Finaliste (1) : 1967
- Challenge Yves du Manoir :
  - Finaliste (1) : 1970

Avec le SA Condom
- Champion de France de deuxième division :
  - Champion (1) : 1978

## Statistiques en équipe nationale
- 19 sélections
- 4 points (1 essai)
- Sélections par année : 2 en 1969, 3 en 1970, 4 en 1971, 5 en 1972, 5 en 1973
- Tournois des Cinq Nations disputés : 1969, 1970, 1971, 1972, 1973